# Benchijigua Express (Schiff, 2005)
Die Benchijigua Express ist eine Trimaran-Schnellfähre, die von der Reederei Fred. Olsen Express zwischen den kanarischen Inseln Teneriffa, La Gomera und La Palma im Atlantik eingesetzt wird. Sie wurde nach einem kleinen Ort im Süden der Insel La Gomera benannt und ist seit 1999 das dritte Schiff, das diesen Namen trägt.
Die erste Benchijigua Express (IMO-Nr. 9206712) wurde 1999 in Dienst gestellt und noch im gleichen Jahr in Bentayga Express umbenannt. Seit 2004 trägt sie den Namen Bencomo Express. Im Januar 2000 nahm die zweite Benchijigua Express (IMO-Nr. 9213337) den Liniendienst zwischen Los Cristianos und San Sebastián de La Gomera auf. Im November 2004 wurde sie in Bentago Express umbenannt, um den Namen für die neue Benchijigua Express frei zu machen, der die IMO-Nummer 9299056 zugeteilt wurde.
Mit 126,65 Metern Länge gilt die Benchijigua Express nach der USS Independence als zweitgrößter Trimaran der Welt.

## Geschichte

### Bau und Indienststellung
Im Juni 2003 unterzeichneten die spanische Reederei Fred. Olsen Express und die  australische Werft Austal Ships Pty. Ltd. in Santa Cruz de Tenerife den Vertrag zum Bau einer neuen Schnellfähre, die im Linienverkehr zwischen den Kanarischen Inseln zum Einsatz kommen sollte.
Die Benchijigua Express wurde am 11. November 2003 bei der Werft in Henderson (Westaustralien) auf Kiel gelegt. Zu diesem Zeitpunkt war der Trimaran mit der Baunummer H260 das größte Aluminiumschiff der Welt. Der Stapellauf erfolgte am 25. September 2004. Nach der Fertigstellung wurde das Schiff am 5. November 2004 von Juana Hernández Cabrera, der Gattin von Guillermo van de Waal (CEO von Fred. Olsen S.A.) getauft. Nach der Übergabe der Benchijigua Express erfolgte die Überführung über den Indischen Ozean und den Atlantik zum Heimathafen Santa Cruz de Tenerife.

### Einsatz
Seit Mai 2005 verkehrt die Benchijigua Express im Liniendienst zwischen den kanarischen Inseln Teneriffa, La Gomera und La Palma. Die Fahrzeit nach La Gomera beträgt circa 50 Minuten, die Fahrzeit nach La Palma wird mit circa zwei Stunden angegeben.

## Technik

### Rumpf
Der Trimaran-Rumpf der Benchijigua Express ist aus einer Aluminiumlegierung gefertigt und wurde zum Schutz gegen Algenbefall mit einer speziellen Oberflächen-Beschichtung versehen. Im Inneren befinden sich je zwei Ballast- und Trimmtanks, die beim Erreichen des Hafens mit niedriger Geschwindigkeit innerhalb von fünf Minuten gefüllt werden können, um das Schiff zu stabilisieren.

### Maschinenanlage und Antrieb

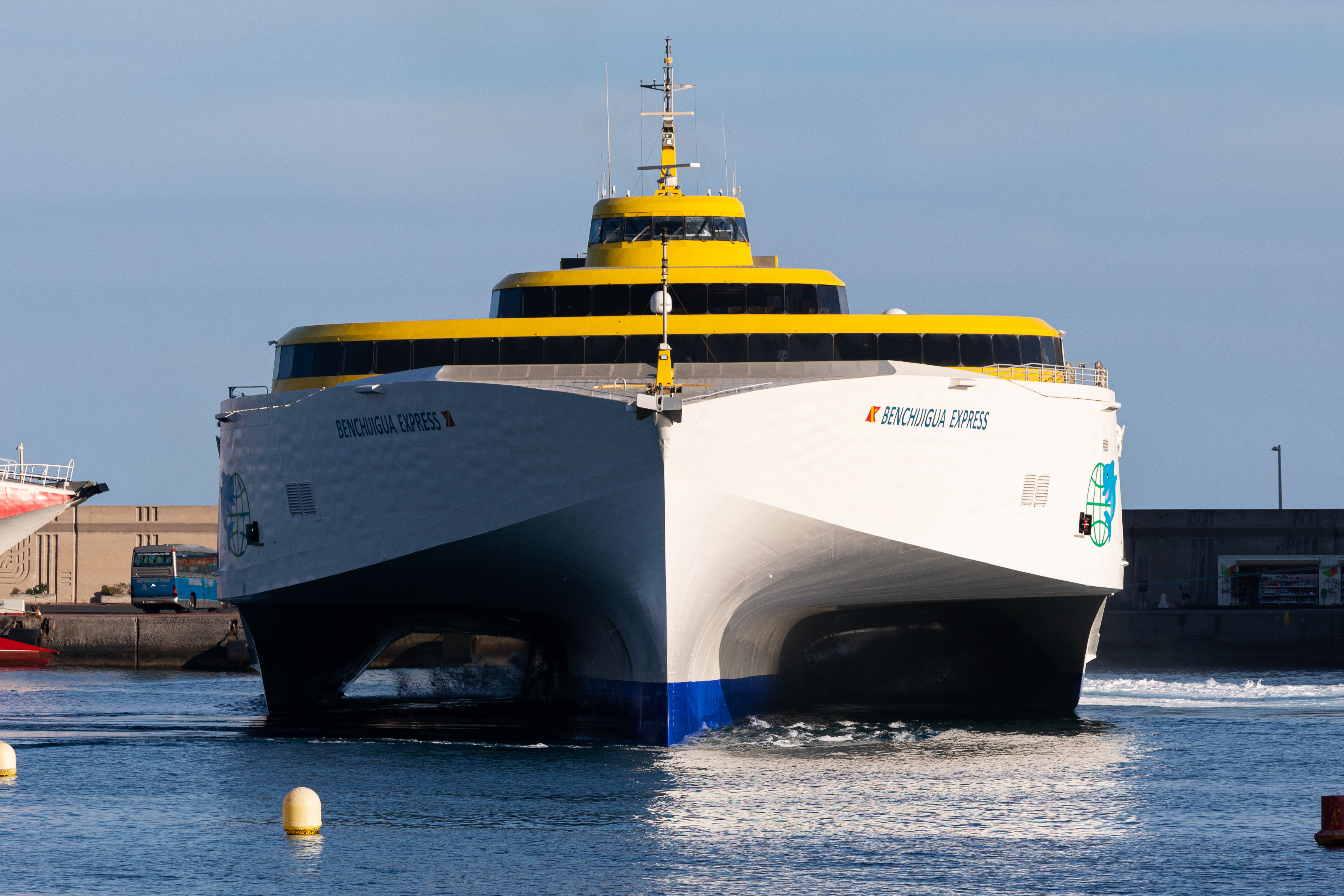
Benchijigua Express

Die leistungsstarke Maschinenanlage der Benchijigua Express ist im mittleren der drei Rümpfe installiert. Sie besteht aus vier 20-Zylinder-Dieselmotoren des Typs MTU 8000M70, die paarweise in getrennten Maschinenräumen hintereinander angeordnet sind. Bei einer Drehzahl von 1.150/min entwickeln die Motoren bei Auslieferung des Schiffes eine Leistung von jeweils 8.200 kW (circa 11.150 PS). Im Jahr 2006 wurde die Leistung der Haupt-Dieselmotoren während einer sechswöchigen Wartungs- und Umbauzeit auf je 9.100 kW (circa 12.370 PS) gesteigert (Baureihe: MTU 20V8000M71). Die Abgase der hinteren Motoren werden über das Brückendeck und einen Schornstein abgeführt, während die Abgasleitungen der vorderen Motoren als Nass-System zwischen den Rümpfen münden.
Die beiden hinteren Motoren wirken über Getriebe des Typs Renk ASL65 auf zwei steuerbare Wasserstrahlantriebe vom Typ KaMeWa 125 SII-. Die vorderen Motoren treiben über ein Sammelgetriebe (Renk ASL2 × 80) und eine lange Wellenanlage einen weiteren fest installierten Wasserstrahlantrieb des Typs KaMeWa 180 BII an, der als Zusatzantrieb („Booster“) ausgelegt ist. Die elektrische Energie erzeugen vier Dieselgeneratoren MTU 12V 2000 M40 mit je 575 kW.
Die Steuerung der Benchijigua Express erfolgt über die schwenkbaren Wasserstrahlantriebe, die bei niedriger Geschwindigkeit von zwei Propellergondeln des Typs Ulstein Aquamaster UL601 unterstützt werden. Diese können entweder unabhängig vom Hauptantrieb oder gemeinsam mit diesem in einem speziellen Betriebsmodus genutzt werden.
Zur Dämpfung der Rollbewegungen ist das Schiff mit einem Paar Stabilisatoren an den Längsseiten ausgestattet. Eine T-förmige Flosse („T-Foil“) im Bugbereich reduziert das Stampfen.
Das Schiff kann bis zu 155.000 Liter Kraftstoff aufnehmen.

## Ausstattung
Die Benchijigua Express kann bis zu 1.291 Passagiere auf zwei Decks aufnehmen. Wegen der kurzen Überfahrtszeiten gibt es keine Passagierkabinen. Zum Fahrzeugtransport stehen im Ladedeck 450 Meter Lkw-Bahnlänge sowie 123 Pkw-Plätze oder alternativ 341 Pkw-Plätze zur Verfügung. Das Autodeck kann in 30 Minuten be- und entladen werden.